# Chrysis subcoriacea
Chrysis subcoriacea (лат.) — вид ос-блестянок рода Chrysis из подсемейства Chrysidinae.

## Распространение
Палеарктика: от Европы (Дания, Норвегия, Швеция) до центральной Азии и Японии. В северной Европе: Дания, Эстония, Финляндия, Латвия, Норвегия, Швеция. Редко встречающийся вид.

## Описание
Длина — 9—13 мм. Ярко-окрашенные металлически блестящие осы. Самки обычно легко узнаваемы по латерально кожисто-тусклым тергитам T2 и T3. Самцы сходны с C. impressa и C. longula. По сравнению с C. impressa стерниты обычно более ярко-красные, черные пятна стернита S2 крупнее, мандибулы толще, а переход бокового края тергита T3 в боковые апикальные зубцы более прямой (не вогнутый). По сравнению с C. longula, средняя часть переднеспинки не так резко темнее краев, боковые края T3 прямее, пунктировка T2 обычно мельче в передней части, а центральный промежуток апикальных зубцов более изогнут. У обоих полов голова и мезосома дорсально тёмно-синие или почти чёрные со светло-синими или зеленоватыми отблесками в основном на переднеспинке. Тергиты и стерниты красные. Тело удлиненное и часто довольно крупное. Клептопаразиты ос: Ancistrocerus (Vespidae). Период лёта: май — август.